# Comunità montana Valle del Giovenco
La Comunità montana Valle del Giovenco (zona D) era stata istituita con la Legge Regionale 14 settembre 1976, n. 58 della Regione Abruzzo, che ne ha anche approvato lo statuto.
È stata accorpata alla Comunità montana Montagna Marsicana con sede ad Avezzano dopo una riduzione delle comunità montane abruzzesi che sono passate da 19 ad 11 nel 2008. 
La Comunità montana Valle del Giovenco, la cui sede era situata nel comune di Pescina, comprendeva dieci comuni della Valle del Giovenco in provincia dell'Aquila:
- Aielli
- Bisegna
- Cerchio
- Collarmele
- Gioia dei Marsi
- Lecce nei Marsi
- Ortona dei Marsi
- Ortucchio
- Pescina
- San Benedetto dei Marsi